# Slatersville

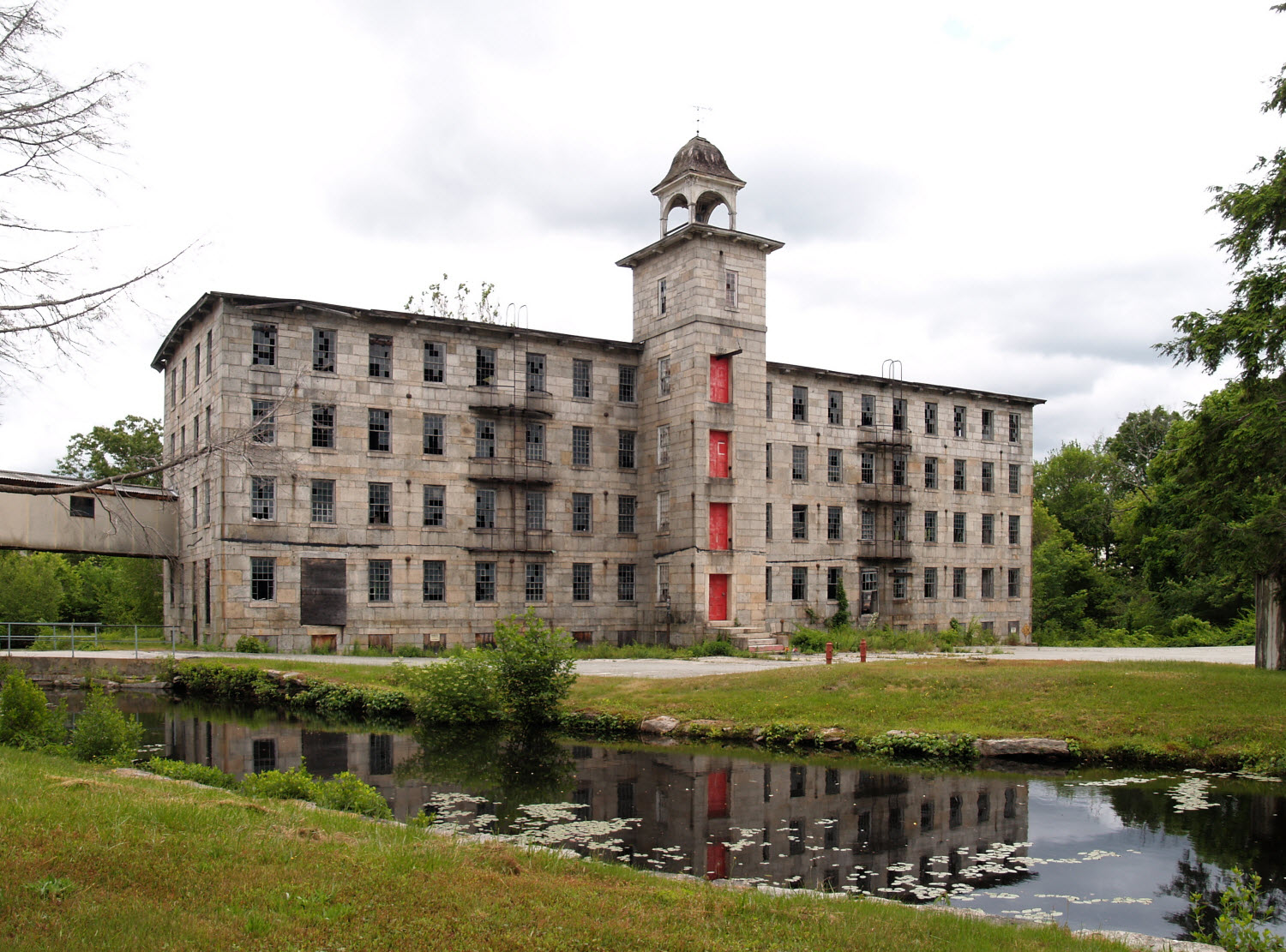
Slatersville Mill - eine historische Textilfabrik

Slatersville ist ein Dorf und ein historischer Bezirk (U.S. Registered Historic District) innerhalb der Stadt North Smithfield in Rhode Island, Vereinigte Staaten, am Branch River. 
Slatersville wurde 1803 von den Unternehmern Samuel und John Slater gegründet, die dort Land erwarben, um eine Textilfabrik zu errichten. In der Folgezeit entstand ein kleiner Ort. Viele der Häuser wurden in der ersten Hälfte des 19. Jahrhunderts gebaut und vermitteln so heute einen Eindruck des historischen Neuengland. Der Ort verblieb bis 1900 im Besitz der Familie Slater und wurde dann verkauft.
Das ursprüngliche Fabriksgebäude brannte im Jahr 1826 nieder und wurde daraufhin durch das heute noch existierende Bauwerk ersetzt.